# Telewizja Polska
Telewizja Polska S.A. (Dansk: Polsk TV) er en polsk statsejet medievirksomhed. Det er det største polske tv-netværk, selvom det i øjeblikket er det mindst pålidelige netværk i Polen på grund af dets stærke pro-regerings bias. Omkring en tredjedel af TVPs indtægter kommer fra en radiomodtagerlicens, mens resten er dækket af statsstøtte, reklamer og sponsorater.
Siden 2015 er TVP blevet omdannet til propagandakanal for det regerende parti i Polen Lov og Retfærdighed. Ifølge Timothy Garton Ash er "tv-selskabet faldet ned i den paranoide verden af den yderste højrefløj, hvor uplettede, heroiske, vedvarende, misforståede polakker sammensværges af mørke, internationale tysk-jødiske-LGBT-plutokratiske styrker, der hemmeligt mødes i schweiziske slotte."

## TV-kanaler
Gennerelle og regionale TV-kanaler
- TVP1
- TVP2
- TVP3
  - TVP3 Białystok regional tv-kanal i Województwo podlaskie
  - TVP3 Bydgoszcz regional tv-kanal i Województwo kujawsko-pomorskie
  - TVP3 Gdańsk regional tv-kanal i Województwo pomorskie
  - TVP3 Gorzów Wielkopolski regional tv-kanal i Województwo lubuskie
  - TVP3 Katowice regional tv-kanal i Województwo śląskie
  - TVP3 Kielce regional tv-kanal i Województwo świętokrzyskie
  - TVP3 Kraków regional tv-kanal i Województwo małopolskie
  - TVP3 Lublin regional tv-kanal i Województwo lubelskie
  - TVP3 Łódź regional tv-kanal i Województwo łódzkie
  - TVP3 Olsztyn regional tv-kanal i Województwo warmińsko-mazurskie
  - TVP3 Opole regional tv-kanal i Województwo opolskie
  - TVP3 Poznań regional tv-kanal i Województwo wielkopolskie
  - TVP3 Rzeszów regional tv-kanal i Województwo podkarpackie
  - TVP3 Szczecin regional tv-kanal i Województwo zachodniopomorskie
  - TVP3 Warszawa regional tv-kanal i Województwo mazowieckie
  - TVP3 Wrocław regional tv-kanal i Województwo dolnośląskie

HD Kanaler
- TVP1 HD: HD version af TVP1
- TVP2 HD: HD version af TVP2
- TVP Info HD: HD version af TVP Info
- TVP HD: de bedste produktioner af TVP i HD
- TVP Sport HD: HD version af TVP Sport
- TVP Kultura HD: HD version af TVP Kultura
- TVP Dokument HD
- TVP Kobieta HD
- TVP Nauka HD
- TVP Rozrywka HD
- TVP ABC HD
- Belsat TV HD
- Alfa TVP HD
- TVP World HD

Specialkanaler
- TVP Info: 24-timers nyhedskanal
- TVP Historia: historiekanal
- TVP Kultura: Kulturkanal
- TVP Rozrywka: underholdningskanal
- TVP Seriale: seriekanal
- TVP Sport: sportskanal
- TVP ABC: børnekanal
- TVP Parlament: parlamentarisk kanal
- TVP ABC 2: undervisningskanal
- TVP Dokument
- TVP Kobieta
- TVP Kultura 2
- TVP Historia 2
- TVP Nauka
- Alfa TVP
- Jasna Góra TV

Internationale kanaler
- TVP World: international kanal på engelsk
- TVP Polonia: videresender udvalgte TVP-programmer til den polske diaspora (den såkaldte Polonia) i USA, Canada, Latinamerika, Australien og New Zealand, Sydafrika, Europa og Kaukasus
- Belsat TV: nyhedskanal for befolkningen i Hviderusland. Sender på hviderussisk.
- TVP Wilno: kanal for den polske diaspora i Vilnius-regionen i Litauen

## Logoer gennem tiden
- 1952-1956
- 1956-1963
- 1963-1976
- 1976-1992
- 1992–2003
- 2003–2022
- 2022